# Olivera Injac
Olivera Injac (czarnogórski: Оливера Ињац; ur. 1972) – czarnogórska polityk i profesor uniwersytecki, specjalistka ds. bezpieczeństwa. Od 13 kwietnia 2023 burmistrz Podgoricy. Sprawowała funkcję ministra obrony w rządzie Zdravka Krivokapicia od 4 grudnia 2020 do 28 kwietnia 2022.

## Wczesne życie i edukacja
Urodziła się w 1972 roku w Titogradzie – SR Czarnogóra, SFR Jugosławia. W 1999 roku ukończyła studia na Wydziale Filozoficznym Uniwersytetu Czarnogóry, a w 2005 roku studia podyplomowe na Wydziale Nauk Politycznych tej uczelni. Magisterium uzyskała na Wydziale Nauk Politycznych. W styczniu 2011 roku uzyskała stopień naukowy doktora na podstawie pracy „Kulturalny aspekt bezpieczeństwa międzynarodowego”.

## Kariera
W latach 2000–2007 pracowała w Ministerstwie Spraw Wewnętrznych w ramach Służb Bezpieczeństwa Publicznego oraz Departamentu Analityki, jako niezależny doradca i analityk. Na Uniwersytecie Donja Gorica w Podgoricy jest zatrudniona od 2008 roku na stanowisku profesora bezpieczeństwa. Jest jedyną profesorką bezpieczeństwa w Czarnogórze.

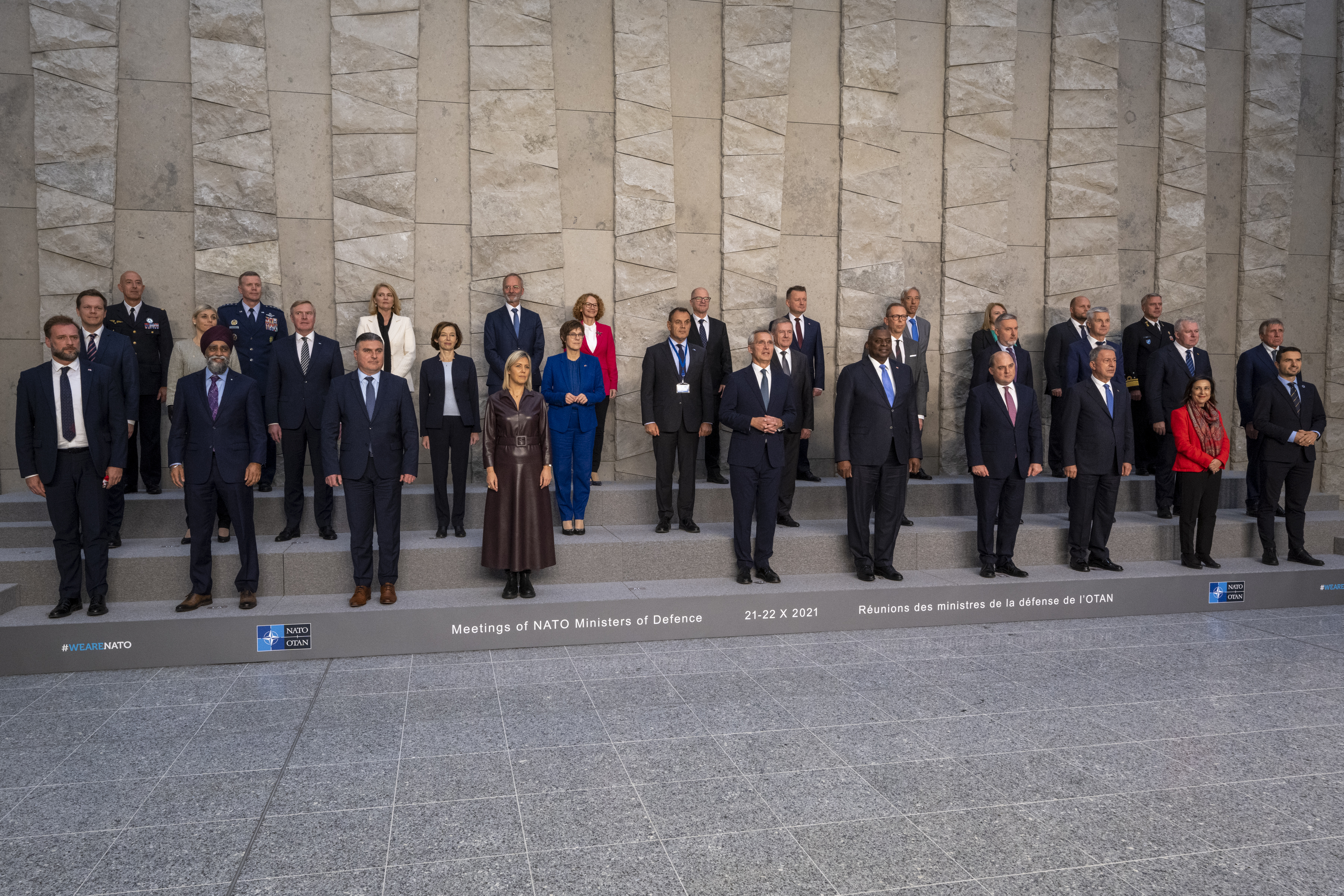
Posiedzenie ministrów NATO w Brukseli w 2021 r. Olivera Injac w białej marynarce.

27 listopada 2020 r. została powołana na ministra obrony w nowym rządzie Zdravka Krivokapicia. Funkcję tę pełniła do 28 kwietnia 2022 r., kiedy to powołano nowy rząd.
W sierpniu 2022 roku dołączyła do nowo powstałej organizacji Europe Now (PES) (Teraz Europa), kierowanej przez byłych ministrów Milojka Spajicia i Jakova Milatovicia. Została jej wiceprzewodniczącą. Otrzymała drugie miejsce na liście wyborczej PES w wyborach samorządowych w Podgoricy w 2022 roku i została wybrana do Zgromadzenia Miejskiego. 7 kwietnia 2023 prezydencja PES nominowała ją na kolejnego burmistrza Podgoricy. Została zaprzysiężona 13 kwietnia 2023, zastępując Ivana Vukovicia. Jest pierwszą kobietą pełniącą funkcję burmistrza Podgoricy.